# Aeropuerto de Kyren
El aeropuerto de Kyren (en ruso: Аэропорт Kырен; ; ICAO: ; IATA: ), es un pequeño aeropuerto local situado 1 km al sudeste de Kyren, en el República de Buriatia, en Rusia. 

## Pista
Cuenta con una pista de hormigón en dirección 09/27 de 1.775x30 m (5.823x98pies).